# Pinatubo
A Pinatubo aktív rétegvulkán a Fülöp-szigetek Luzon-szigetén, Zambales, Tarlac és Pampanga tartományok határán. A vulkán a Luzon-sziget nyugati partját a központi fennsíktól elválasztó hegyláncban helyezkedik el, 42 km-re nyugatra fekszik a nála magasabb Mount Arayattól, mellyel néha összetévesztik. Az ősi Pinatubo kőzetei andezitból és dacitból álltak. 1991 előtt a hegyet sűrű erdő borította, és közvetlen környékén több ezer aeta bennszülött élt.
A vulkán 1991-es ultraplíniuszi kitörése a 20. század második legnagyobbja volt (a Novarupta 1912-es kitörése után), és legnagyobb azok közül, amelyek sűrűn lakott területet érintettek (jóllehet a lakosságot a kitörés előtt kitelepítették). A tűzhányó utolsó ismert kitörése után 450-500 évvel bekövetkezett kolosszális kitörés vulkánkitörési indexe (VEI) 6-os értéket ért el. (A korábbi kitörés indexe 5-ös volt, mely a Mount Saint Helens 1980-as kitörésének felel meg). A vulkánnak ezt megelőzően mintegy 1000 évvel korábban volt 6-os erősségű kitörése. A kitörés sikeres előrejelzése következményeként tízezreket telepítettek ki a környékről, de a terület súlyos károkat szenvedett a piroklaszt árak, hamulerakódások következtében, melyet később a lefolyó esővíz által elindított lahar súlyosbított. A lahar több ezer lakóházat és épületet semmisített meg.